# Villa Ridge
Villa Ridge és una concentració de població designada pel cens dels Estats Units a l'estat de Missouri. Segons el cens del 2000 tenia 2.417 habitants.

## Demografia
Segons el cens del 2000, Villa Ridge tenia 2.417 habitants, 869 habitatges, i 678 famílies. La densitat de població era de 189,3 habitants per km².
Dels 869 habitatges en un 37,9% hi vivien nens de menys de 18 anys, en un 66,5% hi vivien parelles casades, en un 8,4% dones solteres, i en un 21,9% no eren unitats familiars. En el 17,3% dels habitatges hi vivien persones soles el 6,1% de les quals corresponia a persones de 65 anys o més que vivien soles. El nombre mitjà de persones vivint en cada habitatge era de 2,78 i el nombre mitjà de persones que vivien en cada família era de 3,14.
Per edats la població es repartia de la següent manera: un 28,5% tenia menys de 18 anys, un 7,2% entre 18 i 24, un 31,4% entre 25 i 44, un 22,1% de 45 a 60 i un 10,8% 65 anys o més.
L'edat mediana era de 35 anys. Per cada 100 dones de 18 o més anys hi havia 98,1 homes.
La renda mediana per habitatge era de 45.045 $ i la renda mediana per família de 46.762 $. Els homes tenien una renda mediana de 41.875 $ mentre que les dones 20.441 $. La renda per capita de la població era de 18.378 $. Entorn de l'1,8% de les famílies i el 4,7% de la població estaven per davall del llindar de pobresa.

## Poblacions més properes
El següent diagrama mostra les poblacions més properes.